# Selección de fútbol de Cabilia
La Selección de fútbol de Cabilia es el equipo que representa al pueblo de Cabilia, en el norte de Argelia. No están afiliados a la FIFA o la CAF y, por lo tanto, no pueden competir en la Copa Mundial de la FIFA  o la Copa Africana de Naciones. Sin embargo el equipo es miembro de ConIFA. 
Cabilia participó en la Copa Mundial de Fútbol de ConIFA de 2018 terminando en la 10.ª colocación.

## Partidos

### Copa Mundial de Fútbol de ConIFA
| Fecha              | Estadio                 | Lugar                 | Rival              | Resultado      |
| ------------------ | ----------------------- | --------------------- | ------------------ | -------------- |
| 31 de mayo de 2018 | Arbour Park             | Slough, Inglaterra    | Panjab             | 0-8            |
| 2 de junio de 2018 | Larges Lane             | Bracknell, Inglaterra | Coreanos en Japón  | 0-0            |
| 3 de junio de 2018 | Queen Elizabeth Stadium | Enfield, Inglaterra   | Armenia Occidental | 0-4            |
| 5 de junio de 2018 | Queen Elizabeth Stadium | Enfield, Inglaterra   | Matabelelandia     | 0-0 (pen. 4-3) |
| 7 de junio de 2018 | Queen Elizabeth Stadium | Enfield, Inglaterra   | Tíbet              | 8-1            |
| 9 de junio de 2018 | Parkside                | Aveley, Inglaterra    | Abjasia            | 0-2            |

### Amistosos
| Fecha                 | Estadio           | Lugar             | Rival         | Resultado |
| --------------------- | ----------------- | ----------------- | ------------- | --------- |
| 24 de Outubro de 2019 | Chilomoni Stadium | Chilomoni, Malaui | RBV United FC | 6-0       |

## Desempeño en competiciones

### Copa Mundial de ConIFA
| Año   | Posición         | PJ               | PG               | PE               | PP               | GF               | GC               | DG               |
| ----- | ---------------- | ---------------- | ---------------- | ---------------- | ---------------- | ---------------- | ---------------- | ---------------- |
| 2014  | No participó     | No participó     | No participó     | No participó     | No participó     | No participó     | No participó     | No participó     |
| 2016  | No participó     | No participó     | No participó     | No participó     | No participó     | No participó     | No participó     | No participó     |
| 2018  | 10º              | 6                | 1                | 2                | 3                | 8                | 15               | -7               |
| 2020  | Evento cancelado | Evento cancelado | Evento cancelado | Evento cancelado | Evento cancelado | Evento cancelado | Evento cancelado | Evento cancelado |
| Total | 1/4              | 6                | 1                | 2                | 3                | 8                | 15               | -7               |